# Regina Jonas
Regina Jonas (Berlín, 3 de agosto de 1902-Auschwitz, 12 de diciembre de 1944) fue la primera mujer ordenada rabina, en Alemania y, que se sepa, en el mundo, de manera oficial. Jonas fue una rabina alemana, que se negó a emigrar a los Estados Unidos durante la Segunda Guerra Mundial y prefirió adherirse a la resistencia contra el régimen nazi. Fue  asesinada en los campos de concentración.

## Biografía
Regina Jonas nació el 3 de agosto de 1902 en la ciudad de Berlín, Alemania, en el seno de una familia judía, empobrecida y venida a menos pero muy ortodoxa. Sus padres eran Sara y Wolf Jonas, y tenía un hermano, Abraham Jonas, dos años mayor que ella. En 1913 falleció su padre pero Regina continuó sus estudios pues soñaba con llegar a ser ordenada rabina algún día.

## Trayectoria
Se graduó como maestra en 1923 y, después de mucho empeño, Regina Jonas logró, al destacar por sus conocimientos y capacidades intelectuales, el 27 de diciembre de 1935, ser la primera mujer ordenada como rabina en forma oficial. Leo Baeck fue uno de los que le tomaron su examen final. Esto sucedió en una ceremonia privada dirigida por el presidente de la Asociación General de rabinos en Alemania, el rabino Max Dienemann.
Nunca una mujer había llegado a un cargo tan alto en el seno del judaísmo alemán. Jonas fue la primera mujer en la historia mundial en ser ordenada rabina, aunque ya antes habían existido otras mujeres que oficiaban como rabinas sin haber sido nunca ordenadas oficialmente. Jonas marcó un hito en la historia de la lucha de las mujeres por equiparar sus derechos a los de los varones.
Su trabajo en los campos de concentración, en colaboración con el psicólogo Viktor Frankl reconfortó espiritualmente a muchos prisioneros, ayudándolos a prevenir el suicidio. Muchos sobrevivientes relataron como sus sermones y su trabajo pastoral los estimularon y alentaron durante su cautiverio.

## Homenajes
En junio de 2001 se inauguró  una placa conmemorativa en Krausnickstraße 6, Berlin-Mitte, donde fuera su casa.
Hay un parque público, dentro del Büsing-Park, en la ciudad de Offenbach am Main, en Hesse que lleva se nombre.
También lleva su nombre un camino que corre paralelo a la carretera y cruza, simbólicamente, el camino rabino Max Dienemann.